# Regiunea Rodna

Regiunea Rodna în cadrul împărţirii administrative a României 1950-1952

Regiunea Rodna a fost o diviziune administrativ-teritorială situată în zona de nord a Republicii Populare Române, înființată în anul 1950, când au fost desființate județele (prin Legea nr.5/6 septembrie 1950). Ea a existat până în anul 1952, când teritoriul său a fost încorporat în regiunile Baia Mare și Cluj. 

## Istoric
Reședința regiunii a fost la Bistrița, iar teritoriul său cuprindea partea de est a actualelor județe Maramureș și Bistrița-Năsăud. Regiunea a fost desființată în 1952; trei raioane (Bistrița, Beclean și Năsăud) au trecut în componența regiunii Cluj, iar raionul Vișeu a fost transferat regiunii Baia Mare.

## Vecinii regiunii Rodna
Regiunea Rodna se învecina:
- 1950-1952: la est cu regiunea Suceava, la sud cu regiunea Mureș, la vest cu regiunile Cluj și Baia Mare, iar la nord cu RSS Ucraineană.

## Raioanele regiunii Rodna
Regiunea Rodna a cuprins următoarele raioane: 
- 1950-1952: Bistrița, Beclean, Năsăud, Vișeu